# Haplidoeme punctata
Haplidoeme punctata là một loài bọ cánh cứng trong họ Cerambycidae.